# Emily Brown
Emily Nicole Brown (El Dorado, 17 gennaio 1986) è una pallavolista statunitense.
Gioca nel ruolo di schiacciatrice ed opposto nelle Changas de Naranjito.

## Carriera
La carriera di Emily Brown inizia a livello scolastico con la squadra del suo liceo, la Baldwin High School, dove viene allenata dalle madre Jill. Dal 2004 al 2007 gioca per la squadra della sua università, la University of Kansas, senza tuttavia ottenere grandi risultati. Dopo un anno di inattività, nel 2009 inizia la carriera professionistica, ingaggiata dal Volejbalový Klub Doprastav Bratislava per il finale della stagione 2008-09, vince il campionato e la Coppa di Slovacchia. Nella stagione 2009-10 gioca nel campionato cadetto francese con l'UGSÉ Nantes, ottenendo la promozione nella Ligue A; la stagione successiva gioca sempre Francia, ma con l'Association Sportive Saint-Raphaël Volley-Ball, terminando il campionato all'ultimo posto e retrocedendo.
Nella stagione 2011-12 gioca nella Serie A2 italiana, col San Vito Volley; a gennaio lascia la squadra e si accorda con le Gigantes de Carolina a stagione appena iniziata, a Porto Rico. Nella stagione 2013 gioca per le Orientales de Humacao, sempre nella Liga de Voleibol Superior Femenino, campionato nel quale gioca anche nella stagione successiva, vestendo però la maglia delle Valencianas de Juncos.
Dopo aver giocato negli ultimi mesi del 2014 la Grand Prix Conference filippina, torna in Porto Rico per disputare la LVSF 2015 con le Leonas de Ponce, ritornando a stagione in corso anche per l'edizione successiva del torneo, nella quale difende i colori delle Changas de Naranjito.

## Palmarès

### Club
- Campionato slovacco: 1

2008-09
- Coppa di Slovacchia: 1

2008-09